# زارا (مغنية تركية)
زارا (بالتركية: Neşe Yılmaz)‏ هي مغنية وممثلة تركية، ولدت في 15 يناير 1976 بإسطنبول في تركيا.

## وصلات خارجية
- زارا على موقع IMDb (الإنجليزية)
- زارا على موقع ميوزك برينز (الإنجليزية)
- زارا على موقع ديسكوغز (الإنجليزية)
- زارا على موقع ديسكوغز (الإنجليزية)
- زارا على موقع قاعدة بيانات الفيلم (الإنجليزية)